# حقوق الإنسان في مالاوي
تاريخ حقوق الإنسان في مالاوي في الفترة الأخيرة معقّد، والوضع الحالي في حالة تحول دراماتيكي وإيجابي.
كانت الظروف حتى عام 2014 غير مرضية للغاية، ولكن تحسّنت الأمور بعد التّصديق على دستور مالاوي الجديد، الذي كان تقدميًا بشكل استثنائي، والذي سمح بالديمقراطية متعددة الأحزاب، ومع ذلك مع نهاية رئاسة بينغو وا موثاريكا الذي توفي في منصبه في أبريل عام 2012 زاد الوضع سوءًا، ولكنه سرعان ما تحسّن بعد تولي نائبة رئيس موثاريكا جويس باندا.

## لجنة حقوق الإنسان في مالاوي
تأسست لجنة حقوق الإنسان في مالاوي بموجب دستور عام 1994، وبدأت تعمل بكامل طاقتها في عام 1998، أو 1999، وهي مكلّفة بحماية حقوق الإنسان، والتحقيق في الانتهاكات.
تملك اللجنة صلاحيات واسعة للبحث، والحصول على أي دليل ضروري، وإجراء عمليات التفتيش بعد الحصول على أمر صادر عن قاضٍ، وممارسة سلطة مُسهّلة لزيارة مراكز الاعتقال مع إشعار أو بدونه، وقد أفادت منظمة الشفافية الدولية في عام 2004 باعتبار لجنة حقوق الإنسان العليا أحد أكثر المؤسسات العامة كفاءة في البلاد.
واجهت لجنة حقوق الإنسان خلال رئاسة بينغوا وا موثاريكا العديد من العقبات بسبب نقص الموارد، والخوف من الأعمال الانتقامية، على أي حال حتى في عهد موثاريكا احتفظت لجنة حقوق الإنسان باستقلاليتها، ووفقًا لمعاهدة حقوق الإنسان التابعة لنقابة المحامين الدولية، فقد حدث ذلك من خلال تضافر جهود رئيس لجنة حقوق الإنسان السابق جون كابيتو الذي نقد حكومة موثاريكا بسبب التهديدات والمضايقات، وعلى الرغم من وجود مخاوف بشأن استدامة عمل اللجنة، لكنها واصلت عملها على أفضل وجه ممكن خلال عهد موثاريكا.
في يونيو عام 2012 صرّحت نائبة المفوض السامي لحقوق الإنسان التابع للأمم المتحدة كيونغ وا كانغ بأن لجنة حقوق الإنسان قامت بعمل مثالي، بما في ذلك الأوقات الصعبة جدًا التي مرت بها خلال العام الماضي، وبأنه من المهم الحفاظ على استقلالية اللجنة، واحترامها، وقد أكدت الرئيسة باندا خلال قسم اليمين الدستوري في أغسطس لعام 2012 دعمها لعملهم والتزامها باستقلاليتهم، وحثّتهم على الاستفادة قدر الإمكان من دورهم الاستشاري، وأكدت بأنه لن يعارضهم أي أحد في مكتبها، ولن تتردد في طلب المشورة من مؤسستهم.

## الحقوق الأساسية

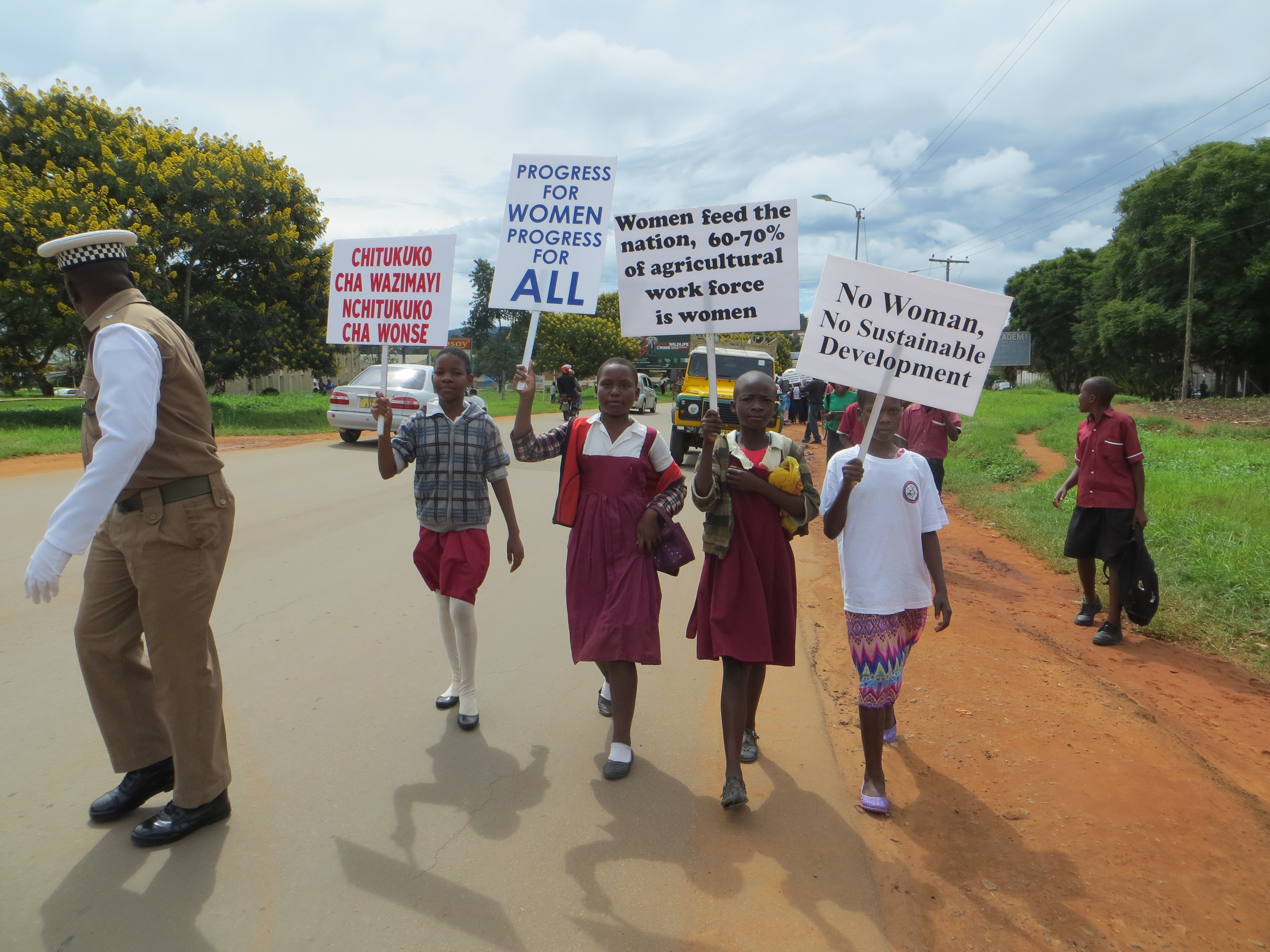
طلاب ممولون من صندوق التنمية النرويجي يشاركون في مسيرة بمناسبة اليوم العالمي للمرأة عام 2016.

غالبًا ما وُصف دستور مالاوي بأنه يضمن حقوق الإنسان بقوة رغم وجود انتهاكات متزايدة في عهد موثاريكا، وبحسب رابطة المحامين الدولية تحمي وثيقة الحقوق المدرجة في الدستور الحق في الحياة، والكرامة، والمساواة، وحرية المعتقد، والفكر، والدين، وحتى الحرية الأكاديمية، كما أنه يحمي حقوق حرية التعبير والمعلومات، وحرية الحركة والتجمع، وأي قيود تُفرَض على الحقوق والحريات يجب أن تكون متناسبة مع التزامات مالاوي بموجب القانون الدولي لحقوق الإنسان.
يشير تقرير معهد حقوق الإنسان التابع لرابطة المحامين الدولية لعام 2012 إلى أنه حتى في الأيام الأخيرة من حكم موثاريكا عندما تعرضت وسائل الإعلام للتدخل ولحوادث التخويف بقيت حرّة نسبيًا، واستمرت في تقديم مجموعة متنوعة من الآراء، وأشار التقرير إلى حرق سيارات زودياك الإذاعية المستقلة، وتهديدات بالقتل زعم بعض الصحفيين أنهم تلقوها، واعتقال وضرب صحفيين في مظاهرات يوليو 2011، وأمر الحكومة بتعتيم وسائل الإعلام على تلك المظاهرات.
احتُرمت في عهد باندا الحماية الدستورية للحقوق الأساسية من قبل الحكومة أكثر بكثير مما كانت عليه الحال خلال سنوات موثاريكا الأخيرة، فمثلًا أُلغيت المادة 46 من قانون العقوبات، والتي بموجبها يمكن لأي وزير في الحكومة إغلاق الصحف التي تعتبر مخالفة للمصلحة العامة، وأُلغي أيضًا قانون الأمن القضائي الذي يسمح للمسؤولين من خلاله التمتع بحصانة من الملاحقة القضائية.
أشارت نائبة المفوض السامي لحقوق الإنسان في الأمم المتحدة كيونغ وا كانغ خلال زيارتها إلى مالاوي في يونيو 2012 إلى وجود العديد من مشاريع القوانين المتعلقة بمسائل فيروس نقص المناعة المكتسب/الإيدز، والمساواة بين الجنسين، والإتجار بالبشر في انتظار النظر فيها، وأعربت عن أملها في أن تكون القوانين الجديدة متوافقة مع المعايير الدولية لحقوق الإنسان.

## حقوق المثليين
أخذ موضوع حقوق المثليين اهتمامًا كبيرًا خلال السنوات الأخيرة من نظام حكم موثاريكا والأشهر الأولى من إدارة باندا.
بموجب قوانين المثليين التي تعود إلى الحقبة الاستعمارية في مالاوي، يُعاقب على السلوك المثلي القائم على رضا الطرفين بين الذكور بالسجن لمدة تصل إلى 14 عامًا، وفي ديسمبر 2009 وتحت رئاسة موثاريكا أُدين رجلان «بممارسات غير طبيعية بين الذكور والفساد العام الجسيم» وحكم عليهما بالسجن لمدة 14 عامًا مع الأشغال الشاقة، وبعد انتقاد واسع النطاق لهذه العقوبة القاسية، أصدر الرئيس عفوًا عن الرجال، وفي نفس الشهر أقرّ البرلمان قانونًا يجرّم ممارسة الجنس بين النساء، بعقاب يصل لخمس سنوات.
ضغطت مجموعتان من الناشطين في مالاوي هما مركز تنمية الشعب، ومركز حقوق الإنسان وإعادة التأهيل على المسؤولين المالاويين لفترة طويلة من أجل تغيير القانون، وصرّحت جويس باندا في أول خطاب لها بعد أن استلمت الرئاسة في مايو 2012 بأنه سيُعاد النظر بهذه القوانين ومراجعتها بأسرع وقت ممكن، واقترحت بأنها ستلغي تجريم الأفعال الجنسية المثلية بإلغاء الأقسام 153 و 156 من قانون العقوبات، وقد حظي هذا البيان بالاهتمام والإشادة على نطاق واسع.
أشاد وزير الشؤون الخارجية الكندي جون بيرد بباندا لالتزامها بإلغاء قوانين العنصرية بما فيها القوانين التي تضطهد المثليين والمثليات، وبالرغم من ذلك صرّحت باندا للمراسلين في وسائل الإعلام الدولية بأن المالاويين قد لا يكونون مستعدين لمثل هذه التغييرات.
أعلن وزير العدل رالف كاسامبارا في نقاش إذاعي في 5 نوفمبر 2012 وقفًا للاعتقالات بتهمة المثلية، وهو إجراء وصفته هيومن رايتس ووتش بأنه موقف تسوية سيتيح للبرلمان إجراء مناقشات لاحتمالية تغيير القانون، لكن بعد ثلاثة أيام من إعلانه الذي تعرّض لانتقادات شديدة من قبل مسؤولي الكنيسة المالاوية، ومن قبل جمعية القانون، ادّعى الوزير كاسامبارا أنه لم يعلن أي تجميد، وقال إن القوانين التي تصل إلى 14 عامًا في السجن لارتكاب شذوذات جنسية لا تزال قيد التنفيذ.

## حقوق مرضى فيروس نقص المناعة المكتسب/الإيدز
ترتبط الإصابة بفيروس الإيدز في مالاوي بوصمة عار كبيرة، وصرح مفوض مركز النهوض بالمرأة داليتسو كوبالاسا في أكتوبر 2012 بأن فيروس نقص المناعة المكتسب والإيدز هي أحد قضايا حقوق الإنسان، لأن عدم احترام حقوق الإنسان يزيد من انتشار الوباء وتأثيره، كما أن الإصابة تعرّض المرضى لانتهاكات مختلفة لحقوق الإنسان من خلال وصمة العار والعنصرية ضدهم.

## حقوق الأشخاص قيد الاعتقال
أشار تقرير صدر عام 2012 من معهد حقوق الإنسان التابع لنقابة المحامين الدولية، استنادًا إلى الملاحظات التي أبديت قبل استلام باندا الرئاسة، فقد استخدمت الشرطة القوة المفرطة، لا سيما في سياق التعامل مع المعارضة السياسية، وانتقد التقرير سلوك الشرطة أثناء المظاهرات في يوليو 2011، وركّز على وفاة مشبوهة للناشط الطلابي ونائب رئيس لجنة شباب من أجل الحرية والديمقراطية روبرت تشاسوا في سبتمبر 2011، مشيرًا إلى أن تقرير الوفاة يتناقض مع مزاعم الشرطة بأن تشاسوا قد انتحر، ومشيرًا إلى أن إصاباته كانت على الأرجح نتيجة للاعتداء. أشار التقرير بأنه من الجيد أن باندا عينت لجنة تحقيق للتحقيق في وفاة تشاسوا.

## حقوق الأشخاص في المحاكمة
خلال زيارتها إلى مالاوي في يوليو 2012، لاحظت مسؤولة حقوق الإنسان في الأمم المتحدة كيونغ وا كانغ أوجه قصور في إقامة العدل في مالاوي، وبحسب لجنة حقوق الإنسان العليا يبدو كأنّ بعض أعضاء السلطة القضائية يتحالفون مع السلطة التنفيذية، وأشار معهد حقوق الإنسان التابع لنقابة المحامين الدولية في عام 2012 إلى أن مكتب مدير النيابة العامة يعاني حاليًا من نقص شديد في الموظفين، ويفتقر إلى الموظفين ذوي الخبرة، وهذا يتسبب في تأخير كبير في تحقيق العدل، حيث تستغرق القضايا الجنائية من عامين إلى ثلاثة في المتوسط قبل المحاكمة.
وفقًا لنقابة المحامين الدولية، تعد مكافأة القضاة وموظفي الدعم القضائي مشكلة خطيرة، تسبب وجود مخاوف من أنه قد يميل بعض القضاة إلى التطلع إلى طرق أخرى، وأحيانًا غير مناسبة، لكسب دخل إضافي، ولاحظت نقابة المحامين الدولية بقلق أنه لا يوجد مؤهل، أو تدريب، أو حتى مدونة لقواعد سلوكية محددة للقضاة، وأن معظم قضاة المحكمة العليا ومحكمة الاستئناف العليا حصلوا على شهادات القانون خلال حقبة الحزب الواحد، عندما لم يكن هناك تركيز على حقوق الإنسان على نطاق واسع في المناهج الدراسية، وهي مشكلة سعى مكتب مفوض الأمم المتحدة السامي لحقوق الإنسان، والمنظمات الأخرى إلى معالجتها من خلال تنظيم ورشات عمل وندوات حول حقوق الإنسان للجهاز القضائي.

## حقوق المسجونين
لاحظت نائبة مفوضية الأمم المتحدة لحقوق الإنسان هيو كيونغ وها كانغ في يوليو 2012 استمرار عدد من المشاكل الخطيرة في السجون المالاوية، بما في ذلك الاحتجاز المتواصل في زنزانات الاحتجاز المكتظّة بشدة بسبب تراكم الحالات والبطء في معالجة طلبات الكفالة، وأشارت إلى أنها لاحظت وجود محاولات لحل هذه المشكلة واستكشاف بدائل للاحتجاز والسجن، وأشادت بهذا التحوّل.

## جماعات حقوق الإنسان
تأسست منظمة مراقبة حقوق الإنسان في مالاوي عام 1992، وهي منظمة غير حكومية تعمل على المجالات السياسية والاقتصادية.
مركز تنمية الشعب هو منظمة لحقوق الإنسان تعمل على تلبية الاحتياجات، وتحسين الحياة، وتقديم الدعم للأقليات المهملة في مالاوي.
اللجنة الاستشارية لحقوق الإنسان التي تأسست عام 1995، وهي شبكة تتألف من مؤسسات دينية، وجمعية حقوق الإنسان، وجمعية القانون في مالاوي، بحيث تعمل على حماية وتعزيز حقوق الإنسان في مالاوي، وقد تعرّض منزل المنسّق الوطني للجمعية لهجوم متعمّد في عام 2011.
مركز حقوق الإنسان وإعادة التأهيل هي منظمة رائدة أخرى لحقوق الإنسان تأسست أيضًا في عام 1995.
معهد التفاعل السياسي هو مجموعة أخرى لحقوق الإنسان في مالاوي، اضطر مديرها رفيق حاجات إلى الاختباء أثناء رئاسة موساريكا، إذ أُلقيت قنابل حارقة على مكاتب المنظمة في بلانتير في 3 سبتمبر 2011، وتسببت بأضرار جسيمة.

## المعاهدات الدولية
تعد مالاوي من الدول الموقعة على الاتفاقيات الدولية التالية:
- الميثاق الأفريقي لحقوق الإنسان والشعوب (1981).
- اتفاقية القضاء على جميع أشكال التمييز ضد المرأة (1987).
- الميثاق الأفريقي لحقوق ورفاهية الطفل (1990).
- اتفاقية حقوق الطفل (1991).
- اتفاقية القضاء على جميع أشكال التمييز العنصري (1996).
- البروتوكول الاختياري لاتفاقية حقوق الطفل بشأن اشتراك الأطفال في النزاعات المسلحة (2010).